# Oriole maculé
Icterus pectoralis
Espèce
Répartition géographique
Statut de conservation UICN

 LC  : Préoccupation mineure
L’Oriole maculé (Icterus pectoralis) est une espèce d'oiseau de la famille des ictéridés qu’on retrouve au Mexique et en Amérique centrale.

## Systématique
Quatre sous-espèces sont reconnues :
- I. p. carolynae Dickerman, 1981
- I. p. espinachi Ridgway, 1882
- I. p. guttulatus Lafresnaye, 1844
- I. p. pectoralis (Wagler, 1829)

## Distribution
L’Oriole maculé se retrouve le long de la côte du Pacifique dans le Sud du Mexique, au Guatemala, au Honduras, au Salvador, au Nicaragua et au Costa Rica.  Il a été introduit dans le Sud de la Floride sur la côte Atlantique et sur l’île Cocos.

## Habitat
Il fréquente les forêts clairsemées, notamment les lieux arides et buissonneux dominés par le Mimosa.  On le voit aussi dans zones agricoles, surtout les plantations ombragées de café, et dans les zones rurales où croissent de grands arbres.  En Floride, on le voit dans les zones urbaines.

## Nidification
Le nid est un panier suspendu d’environ 50 cm de long.  Il est généralement fixé dans une fourche à l’extrémité d’une branche d’un Mimosa.  Les œufs sont généralement au nombre de trois.  L’Oriole maculé est parfois parasité par le Vacher bronzé.